# Caamembeca
O gênero Caamembeca possui 12 espécies distribuídas na América do Sul, pertence à família botânica das Polygalaceae. Suas espécies são mais comumente distribuída na região amazônica do Brasil, Peru, Guiana Francesa, também na região de Mata Atlântica.
A espécie conhecida popularmente como 'Caamembeca' é a Caamembeca spectabilis (antes Polygala spectabilis).   
Na medicina popular, é bastante utilizada em tratamentos de cicatrização e hemorróidas.
Em pesquisa realizada pelo professor da Universidade Federal José Floriano Barêa Pastore, foi proposta a criação de um novo gênero da família das Polygalaceae, o gênero Caamembeca, com base em análises morfológicas e filogenéticas de plantas do gênero Polygala.

## Espécies
- Caamembeca spectabilis (DC.) J.F.B.Pastore[1]
- Caamembeca salicifolia (Poir.) J.F.B.Pastore[8] [=Caamembeca laureola (A.St.-Hil. & Moq.) J.F.B.Pastore]
- Caamembeca warmingiana (A.W.Benn.) J.F.B.Pastore
- Caamembeca ulei (Taub.) J.F.B.Pastore